# Hare scramble
El Hare scramble (locució anglesa traduïble per "lluita/cursa/afany de llebre") és una modalitat de motociclisme de fora d'asfalt on els participants han de completar un nombre establert de voltes per un traçat marcat a camp obert, normalment travessant zones boscoses o altres dificultats naturals. El guanyador és aquell qui manté la velocitat més alta durant tota la cursa.

## Recorregut
Els Hare scrambles es duen a terme en circuits tancats la longitud dels quals pot variar entre 8 i 65 o més quilòmetres (2,5 a 40 milles). El terreny triat per a aquests esdeveniments és boscós i força escabrós per tal de posar a prova l'habilitat i resistència dels pilots. Sovint, la major part del traçat consisteix en un camí ample envoltat d'arbrat, travessant de tant en tant pastures i sorrals. De vegades, s'hi poden incloure trams d'un circuit de motocròs de la zona. El terreny natural posa a prova la perícia dels pilots per a superar obstacles com ara llits de rierols, troncs, turons, fang, roques i roderes.

## Categories
Els competidors acostumen a ser agrupats en categories (o "classes") homogènies en funció del seu nivell de pilotatge i la potència del motor de la seva motocicleta. Per exemple, molts Hare scrambles inclouen tres nivells o categories de pilots: A, B i C. La classe "A" seria per als pilots amb més habilitat i la classe "C" per als qui en tenen menys. Aquesta darrera aplega pilots que fa com a molt dos anys que hi competeixen, o aquells que hi competeixen poc sovint. Normalment, hi ha un sistema de puntuació que regula la progressió del motociclista des de la categoria més baixa (la classe C) fins a la més alta (la classe A). En general, cal un nivell molt alt d'habilitat per a progressar a través de les diferents categories (molts corredors no arriben a passar mai de la classe C, i n'hi ha molt pocs que arribin a la categoria A).
Les categories basades en la cilindrada del motor sovint fan servir els següents llindars de cubicatge: 0-50cc, 85cc, 66-85-100cc, 124cc, 200cc, 250cc, 201-250cc i superiors a 250cc.
El guanyador de cada categoria es decideix normalment en funció de qui completa més voltes al traçat en un termini de temps predeterminat, que acostuma a ser d'una, dues o tres hores.

## Diferències amb el GNCC
Cal no confondre el Hare scramble amb el campionat Grand National Cross Country nord-americà. Aquesta darrera competició, molt popular als EUA, és més oberta, ja que els traçats estan pensats per a permetre que hi passin quadricicles. Un Hare scramble es corre a un ritme més lent i és molt més complex, requerint un conjunt d'habilitats diferent. Al Hare scramble, alguns camins són tan estrets que el manillar de la moto no passa pel mig dels arbres, tot just uns 75 cms (30 polzades). Així doncs, córrer a través de viaranys estrets requereix un conjunt totalment diferent d'habilitats, les quals es desenvolupen amb la pràctica.